# Marc Noé
Marc Noé (18 oktober 1962) is een Belgisch voetbalcoach en voormalig voetballer.

## Trainerscarrière
In 2015 ging Noé bij KFCO Beerschot Wilrijk, de geestelijke opvolger van Beerschot VAC en Beerschot AC, aan de slag als assistent van hoofdtrainer Urbain Spaenhoven. Toen de technische staf van Beerschot Wilrijk in 2018 hertekend werd na de komst van hoofdtrainer Stijn Vreven, ging Noé aan de slag als directeur van het beloftenelftal en de U18.
Toen Peter Maes in september 2021 ontslagen werd, nam Noé het roer over als interim-trainer. Onder zijn leiding ging Beerschot op de achtste competitiespeeldag met 3-1 de boot in bij KV Oostende, waardoor Beerschot met 1 op 24 achterbleef.
2 Dagba ·
3 Matthys ·
4 Plat ·
5 Mbe Soh ·
6 Fayed ·
7 Reyners ·
8 Henderson ·
9 Kosiah ·
10 Verlinden ·
11 Krüger ·
13 Doucouré ·
16 Al-Ghamdi ·
17 Al-Sahafi ·
18 Sanusi  ·
19 Thiam ·
21 Vargas ·
25 Colassin ·
26 Tshimanga ·
27 Keita ·
28 Weymans ·
30 Huiberts ·
32 Wright-Phillips ·
33 Shinton ·
42 Martha ·
47 Cagro ·
51 De Stobbeleir ·
55 Nzouango ·
66 Tolis ·
71 Matijaš ·
Coach: Kuijt